# Dodge Intrepid
Eagle Vision - передньопривідних спортивний седан великого класу, проводився на заводі Chrysler в Канаді з 1993 по 1997 роки, продавався під маркою Eagle. На в лінійці автомобілів замінив Eagle Premier (розробка AMC / Renault), на базі якого і був зроблений. В Європі продавався як Chrysler Vision. Автомобіль дебютував на автошоу в Детройті в 1992 році. У 1993 році, як один з седанів на платформі Chrysler LH, був визнаний автомобілем року за версією журналу «Automobile».
Dodge Intrepid - повнорозмірний седан бізнес класу, вироблений американською компанією Dodge. Випускався з 1992 року на заводі Dodge в Бремптон (Канада).

## Перше покоління

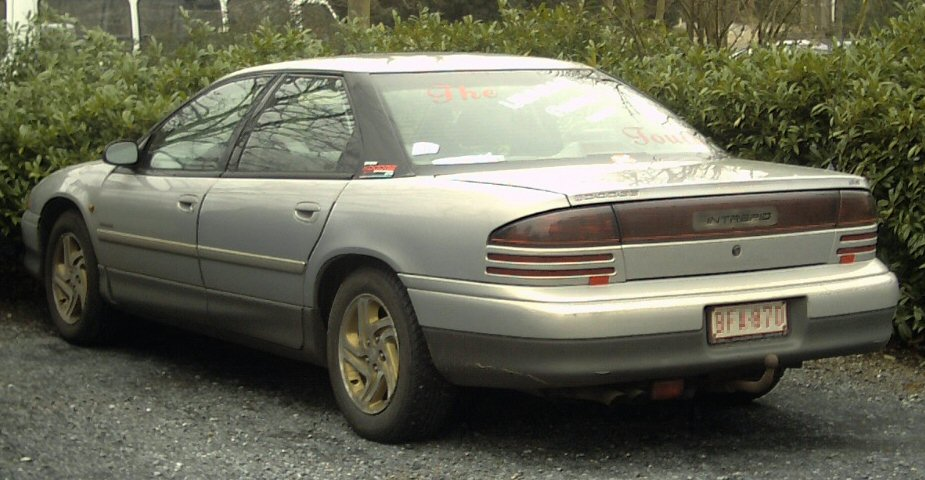

Intrepid I (перше покоління) збиралися на платформі LH1 (Chrysler Concorde і Chrysler LHS), в комплектації поздовжньо стояли бензинові вприскові двигуни V6: 3,3-літрові 12-клапанні (163 к.с., 245 Нм) і 3,5 -літрових 24-клапанні (218 к.с., 300 Нм). У 1998 році Intrepid I був знятий з виробництва.

### Двигуни
- 3.3 L EGA V6
- 3.5 L EGE V6

## Друге покоління

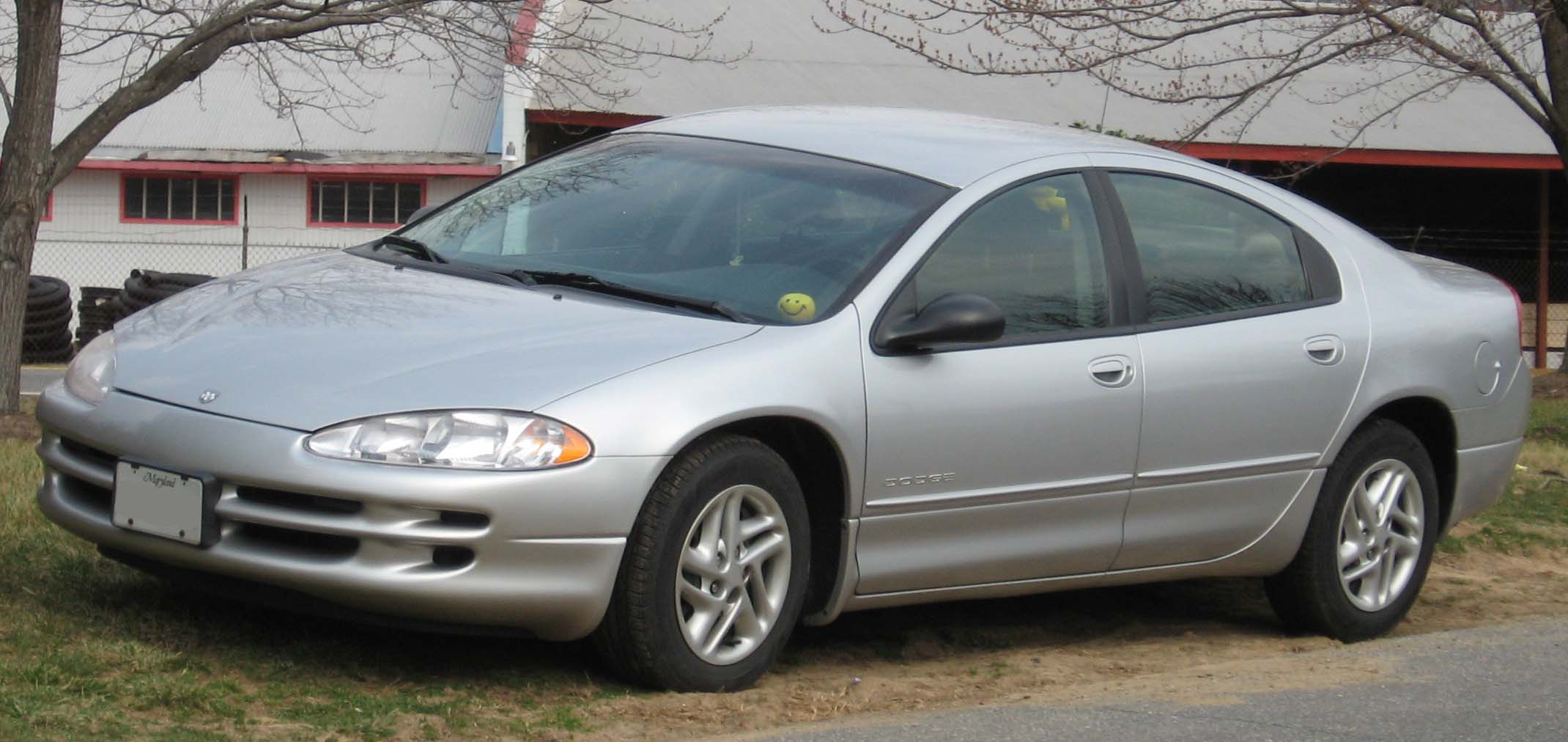
Dodge Intrepid 2

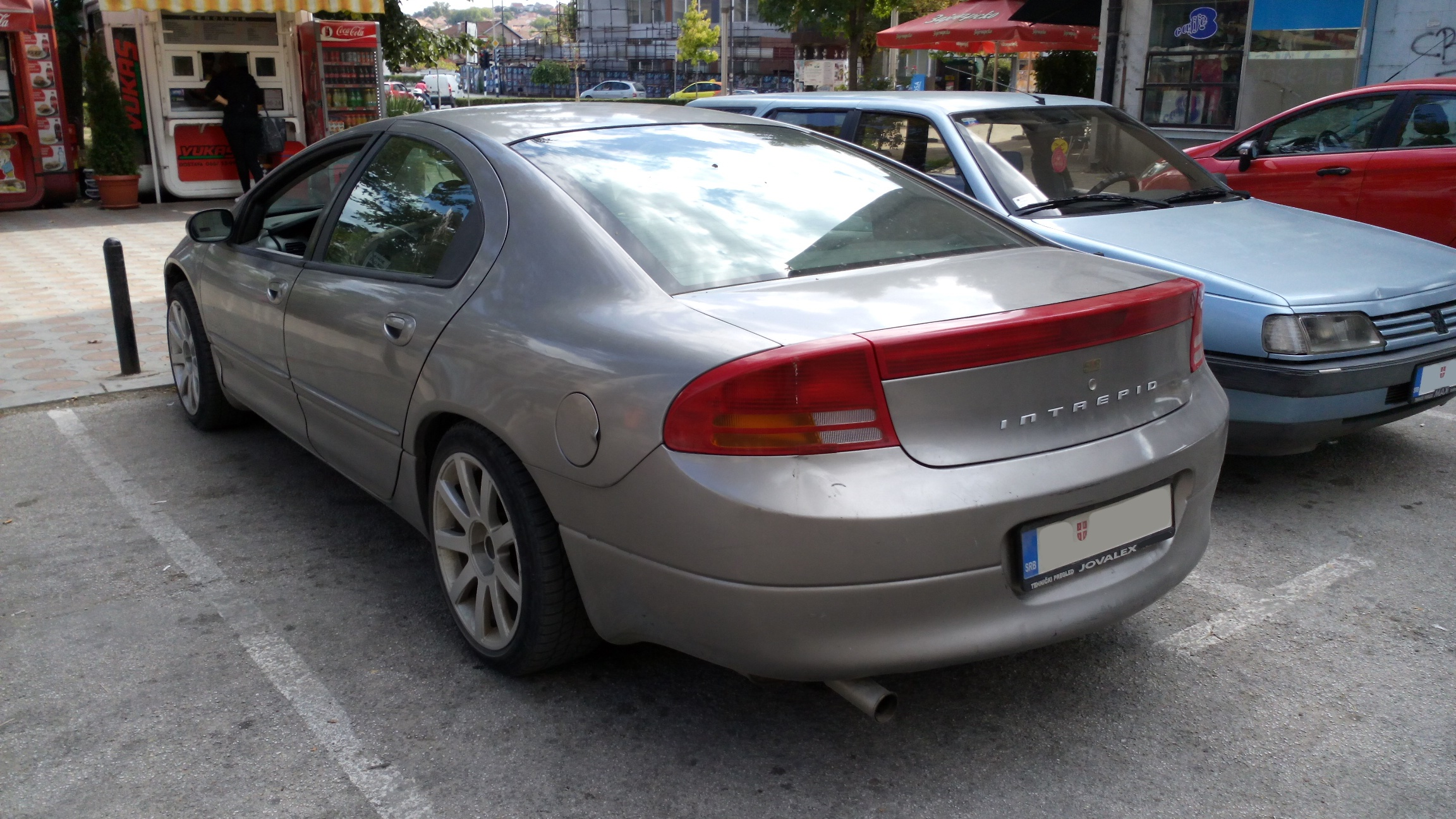

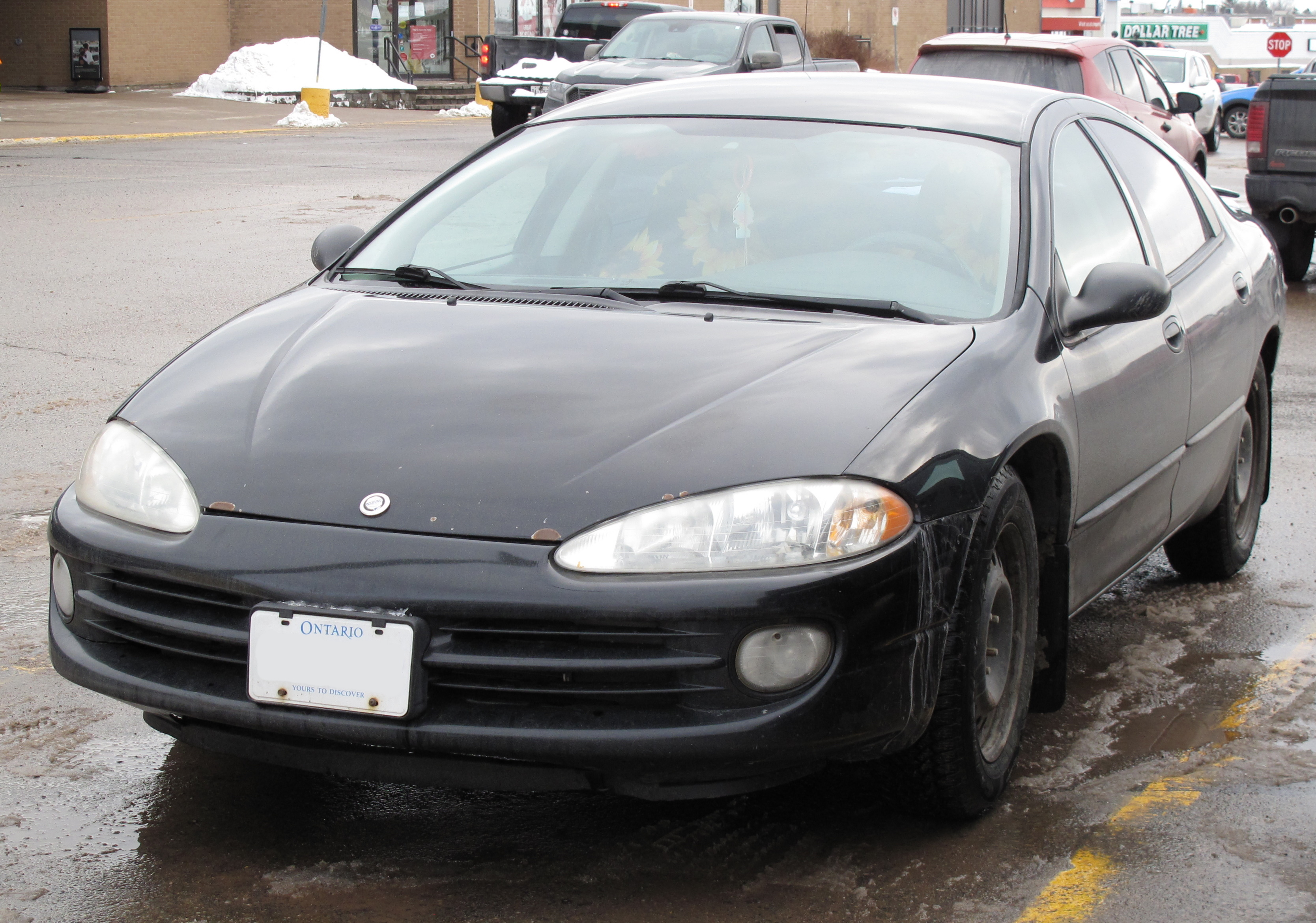
Chrysler Intrepid (Канада)

Intrepid другого покоління виготовлявся корпорацією Chrysler з 1998 по 2003 рік. В основі автомобіля була платформа LH2. Intrepid II випускався в трьох комплектаціях:
- SE з базовим двигуном 2,7 л, гідропідсилювачем керма, 2ПБ, електросклопідйомниками, електродзеркалами, ЦЗ, магнітолою, сталевими дисками на 16 дюймів і кондиціонером;
- SXT з двигуном 3,2 л або 3,5 л, протитуманними фарами і литими дисками;
- ES мала на увазі додатково шкіряний салон, бортовий комп'ютер і клімат-контроль. До будь-якої комплектації пропонувалися додаткові опції: зимовий пакет (підігрів сидінь, дзеркал, заднього скла), електролюк, програвач CD і ін.

На Intrepid II встановлювалися 6-циліндрові 24-клапанні поздовжньо розташовані бензинові двигуни.
Intrepid широко використовувався поліцією Канади та іншими спецслужбами, що говорить про достатню надійність машини в умовах жорсткої експлуатації.
Для Додж Інтрепід ІІ покоління на вибір доступні наступні бензинові двигуни: 2.7-літровий V6 (203 к.с.), 3.2-літровий V6 (228 к.с.) і 3.5-літровий (237 і 250 к.с.). Трансмісія представлена 4-ступінчастою автоматичною коробкою передач.
Двигун, об'ємом 2.7 л, у змішаному циклі витрачає палива 11,8 л/100 км, розгін до 100 км/год займає 10,5 секунд. З 3.2-літровим агрегатом під капотом споживання палива складає 12,4 л/100 км, а прискорення зі стартової позиції до позначки 100 км/год відбувається за 8,6 секунд.
3.3-літровий двигун є найбільш економним серед усіх доступних: витрата палива не перевищує 10,3 л/100 км.

### Двигуни
- 2.7 L EER V6
- 3.2 L EGW V6
- 3.5 L EGJ V6
- 3.5 L EGG V6